# Walls (album Barbry Streisand)
Walls – trzydziesty szósty album studyjny amerykańskiej piosenkarki Barbry Streisand, który ukazał się 2 listopada 2018 pod szyldem Columbia Records.

## Lista utworów
1. What's on My Mind
2. Don't Lie to Me
3. Imagine / What a Wonderful World
4. Walls
5. Lady Liberty
6. What the World Needs Now
7. Better Angels
8. Love's Never Wrong
9. The Rain Will Fall
10. Take Care of This House
11. Happy Days Are Here Again